# Susumu Tonegawa
Susumu Tonegawa (jap. 利根川 進 Tonegawa Susumu; ur. 6 sierpnia 1939 w Nagoi) – japoński naukowiec, laureat Nagrody Nobla w dziedzinie fizjologii i medycyny w 1987 roku.
Po ukończeniu szkoły średniej Hibiya w Tokio, w której zajmował się głównie chemią, rozpoczął studia na Wydziale Nauk Ścisłych Kyoto University (1959–1963).
Po przeczytaniu prac François Jacoba i Jacques'a Monoda Tonegawa zdecydował się na naukę pod kierunkiem prof. Itaru Watanabe z Instytutu Badań nad Wirusami Uniwersytetu w Kioto, który już po dwóch miesiącach wysłał go na stypendium do Stanów Zjednoczonych. Został tam przyjęty na Wydział Biologii Uniwersytetu Kalifornijskiego w San Diego.
Tonegawa uzyskał doktorat w 1968 i został na Uniwersytecie Kalifornijskim na stażu doktoranckim, po czym przeniósł się do Instytutu Salka (po drugiej stronie ulicy) do laboratorium Renato Dulbecco, noblisty z 1975. Jednak w 1970 Tonegawie skończyła się wiza i musiał wracać do kraju. Za namową Dulbecco dostał się do nowo utworzonego Instytutu Immunologii w Bazylei w Szwajcarii, gdzie uzyskał dwuletni kontrakt.
W 1971 Tonegawa rozpoczął projekt badawczy, mający na celu wyjaśnienie genetycznych podstaw różnorodności przeciwciał. Jego zespół szybko się rozrósł i w 1980 zagadnienia te zostały wyjaśnione.
Następnie naukowiec przeniósł się do Centrum Badań Raka w Massachusetts Institute of Technology, gdzie zajmował się zróżnicowaniem receptorów limfocytów T i odkrył nowy rodzaj tego receptora. W 1987 otrzymał Nagrodę Nobla za prace nad zmiennością przeciwciał.
Został odznaczony m.in. Nagrodą Asahi (1981) i japońskim Orderem Kultury.